# Caterina Percoto
Caterina Marianna Percoto (Manzano, 19 febbraio 1812 – Manzano, 15 agosto 1887) è stata una scrittrice e poetessa italiana.

## Biografia
Caterina Percoto, all'anagrafe Caterina Marianna, nasce a San Lorenzo di Soleschiano (frazione del comune di Manzano, in provincia di Udine) in Friuli, figlia di Antonio e di Teresa Zaina. La sua è una famiglia nobile di avvocati, artisti e uomini di lettere. Caterina fu l'unica bambina di sette figli.
Alla morte del padre, nel 1821, la sua famiglia si spostò ad Udine, e lei fu mandata nell'Educandato di Santa Chiara (oggi Educandato Uccellis), a scuola dalle suore. Da questo periodo, nacque nella scrittrice la forte avversione per l'educazione monacale delle donne, tema che Caterina Percoto difese per tutta la vita. Nel 1828 incontrò il primo amore, un giovane di origine ebraica. Proprio per questo, la relazione fu duramente osteggiata sia dalla famiglia che dalle suore.
Nel 1829, lasciò il convento per ragioni di carattere economico. Dopo il suo ritorno a casa, cominciò a dedicarsi all'azienda di famiglia e all'educazione dei fratelli minori coadiuvata da don Pietro Comelli, già "fattore" dei conti Percoto e pievano del luogo. Comelli le diventerà presto guida spirituale e amico sincero.

## Carriera letteraria

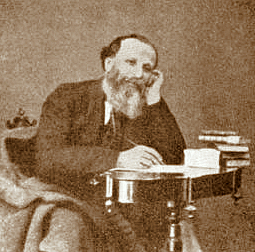
Francesco Dall'Ongaro

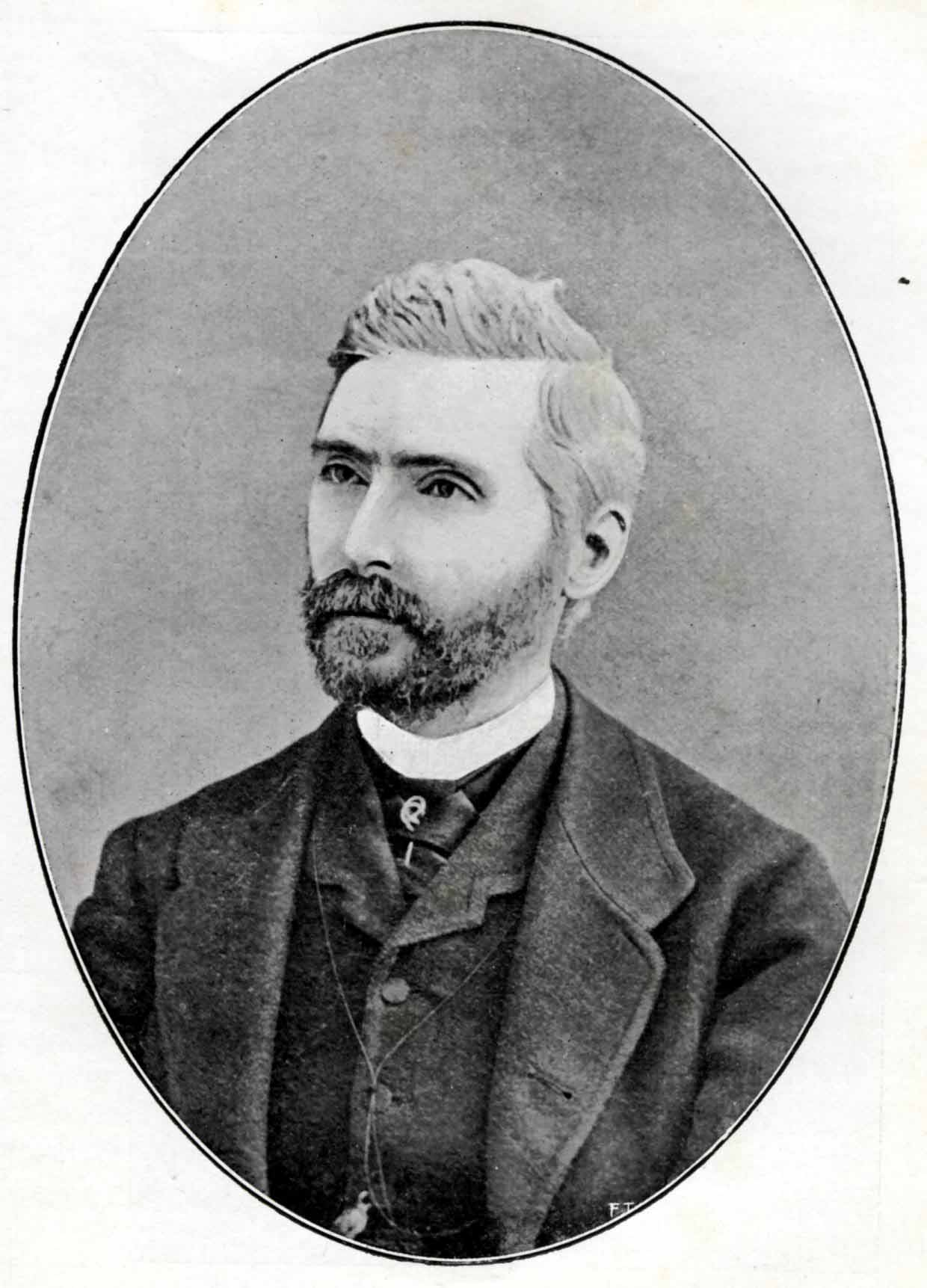
Carlo Tenca

La carriera letteraria di Caterina Percoto ha inizio nel 1839, grazie a Don Comelli che inviò segretamente alla Favilla di Trieste il primo scritto di Caterina: un commento alla traduzione di Andrea Maffei di alcuni brani della Messiade di Klopstock. Iniziò così il rapporto di Caterina con l'editore Francesco Dall'Ongaro, che ben presto diventò suo mentore.
Immersa nei paesaggi friulani, sovrintendendo al lavoro nei campi e alla coltura dei bachi da seta, ritrasse nelle sue opere lo stagnante mondo di povertà del Friuli, sotto il dominio austriaco.
Nel 1841 apparirono sulla Favilla i primi racconti della Percoto. Dall'Ongaro la fa conoscere nel mondo letterario italiano.
Nel 1847, dopo un viaggio a Vienna, iniziò il lungo contatto epistolare con Carlo Tenca. Ma con la Prima guerra di indipendenza, nel 1848, i suoi scritti divennero politicamente più impegnati, essendo rimasta sconvolta e testimone oculare dei cosiddetti "fatti di Jalmicco". Allora, infatti, Udine e alcuni villaggi friulani si erano ribellati alla dominazione asburgica e l'esercito austriaco intervenne pesantemente dando fuoco a interi paesi, fra cui Jalmicco frazione di Palmanova, Visco e Bagnaria Arsa, che appunto aggiunse al nome l'aggettivo "Arsa" per ricordare queste vicende. In questo periodo scrisse racconti come La donna di Osoppo e La coltrice nuziale, i quali riscossero un grande successo negli ambienti patriottici.
Nell'ottobre 1852 morì il fratello Costantino, lasciandole il gravoso compito dell'educazione dei suoi giovanissimi figli.
Negli anni cinquanta, inoltre, iniziò a scrivere in lingua friulana, e dopo due anni di trattative con l'editore Le Monnier, il quale temeva che i titoli in friulano avrebbero infastidito gli Austriaci, nel 1863 uscirono due volumi di racconti. Caterina fu raccoglitrice della tradizione e narrativa popolare, pubblicò nel 1863 Racconti, una raccolta di favole friulane.

## Gli ultimi anni
Gli ultimi anni di vita della scrittrice furono piuttosto sofferti, a causa delle sue precarie condizioni di salute, ma allo stesso tempo densi di avvenimenti ed incontri di particolare rilievo. Nel 1867, ad esempio, incontrò a Udine Giuseppe Garibaldi in persona. Quindi si recò a Firenze, dove frequentò il salotto di Francesco Dall'Ongaro venendo a contatto con i letterati e i politici emergenti di quel periodo.
L'anno successivo rifiutò la nomina a direttrice dell'Educandato di Santa Chiara (oggi Educandato Uccellis) e nel 1871 il ministro Cesare Correnti la nominò ispettrice degli educandati veneti.
Nel 1878 e nel 1883 vengono pubblicate due raccolte di suoi racconti.
Caterina Percoto morì il 15 agosto 1887 a San Lorenzo di Soleschiano ed è sepolta a Udine accanto al poeta friulano Pietro Zorutti.

## Opere
- G. Zanella, Caterina Percoto ed Antonio Trueba, in ID, Saggi critici, a cura di A. Balduino, Vicenza, Neri Pozza, 1990, vol. I, pp. 361–382.
- Lis cidulis. Scene carniche, I. Papsch e C. tip. del Llyod Austr., Trieste, 1845
- Racconti, prefazione di Nicolò Tommaseo, Le Monnier, Firenze, 1858
- Dieci raccontini di Caterina Percoto, Tip. Weis, Trieste, 1865
- Nuovi raccontini, Lampugnani, Milano, 1870
- Ventisei racconti vecchi e nuovi, Carrara, Milano, 1878
- Novelle popolari edite ed inedite, Carrara, Milano, 1883
- I Fumi di Norina, Carrara, Milano, 1884
- Quindici nuovi raccontini. Libro di lettura e di premio, Carrara, Milano, 1888
- Cenni sulla co. Caterina Percoto accompagnati da alcune sue lettere inedite, a cura di Tiberio Roberti, Tipografia di Domenico Del Bianco, Udine, 1900
- Il Friuli nel 1866. Lettere inedite di Caterina Percotto, a cura di Tiberio Roberti, Tip. Domenico Del Bianco, Udine, 1901
- Il prin sarasin. Leggenda, Tip. Domenico Del Bianco, 1901 [in lingua friulana, con traduzione in lingua italiana ]
- Gli ultimi anni di Caterina Percoto. Lettere all'abate Jacopo Bernardi finora inedite, [ed ora pubblicate da] N. Meneghetti, Tip. Moretti e Percotto, Udine, 1915
- Sotto l'Austria nel Friuli, 1847-1866. Racconti per i giovinetti, per il popolo, per i soldati. Dagli scritti di Caterina Percoto, a cura di Eugenia Levi, R. Bemporad e Figlio, Firenze, 1918
- Scritti friulani, con uno studio di Bindo Chiurlo, Libreria editrice Aquileia, Tolmezzo (Udine), 1928
- L'anno della fame ed altri racconti, a cura di Alberto Spaini, Einaudi, Torino, 1945
- L'album della suocera e altri racconti, Muggiani, Milano, 1945
- Pre' Poco, Del Bianco, Udine, 1958
- Racconti, Volumi I, II, III, a cura di G. Mariani, Collana Maestri, Mep Edizioni Paoline, Pescara, 1963
- Novelle, a cura di Bruno Maier, Cappelli, 1974
- Enrica Varisco Ferrero (a cura di), Niccolo Tommaseo e Caterina Percoto protagonisti di un caso letterario, con pagine inedite di Caterina Percoto, Arti Grafiche friulane, Udine, 1975
- Il giornale di mia zia, con una introduzione di Rossana Caira Lumetti, Bulzoni, Roma, 1984
- Le umili operaie. lettere di Luigia Codemo e Caterina Percoto, a cura di Rossana Caira Lumetti, Loffredo, Napoli, 1985
- Scritti friulani, tradotti, commentati e restaurati da Amedeo Giacomini, nota linguistica di Piera Rizzolatti e dieci disegni inediti di Filippo Giuseppini, Società filologica friulana, Udine, 1988
- Epistolario Caterina Percoto-Carlo Tenca, a cura di Ludovica Cantarutti, Del Bianco, Udine, 1990
- I grandi racconti, a cura di Mirella Lirussi e Pietro Farris, Agenzia libraria editrice, Monfalcone, 2011
- "Prosis furlanis", Clape cultural Aquilee - Union scritors furlans, Udin, 1993
- La coltrice nuziale, a cura di Salvatore Amato, collettivo L'Alcova Letteraria 2021